# Schtonk!
Schtonk! è un film di Helmut Dietl del 1992. Fu candidato all'Oscar al miglior film straniero.

## Trama
Fritz Knobel, un falsario, entra in contatto con Hermann Willié, un giornalista, confidandogli di essere in possesso di documenti originali di provenienza nazista; quest'ultimo si rende disponibile a pagare per tale materiale e Fritz inizia a scrivere di suo pugno i diari di Hitler.

## Riconoscimenti
- 1993 - Premio Oscar
  - Nomination Oscar al miglior film straniero